# 마션 패킷
마션 패킷(Martian packet)은 공공 인터넷에서 전송되는 패킷 중 원본이나 대상 주소가 IANA에서 지정한 예약된 IP 주소(RFC 1812의 부록 B: 용어집(Martian Address Filtering)에 정의됨)인 패킷을 이야기한다. 공공 인터넷에서 해당 패킷이 전송되었다면 원본 주소가 스푸핑되었기 때문에 실제로 해당 주소에서 온 패킷이 아니거나, 해당 패킷이 전달될 수 없다. 마션 패킷의 처리 방법은 RFC 1812 문서의 5.3.7절(Martian Address Filtering)에 정의되어 있다.
마션 패킷은 DoS 공격 등의 일부로 진행된 IP 주소 스푸핑의 결과물일 수도 있지만, 네트워크 장비나 호스트를 잘못 설정했을 때에도 발생할 수 있다.
리눅스 용어에서의 마션 패킷은 한 인터페이스에서 수신한 IP 패킷의 원본 주소가 라우팅 테이블에서는 다른 인터페이스를 통해서 수신되었어야 했음을 나타낸다.
마션 패킷이라는 이름은 화성에서 온 패킷(Packet from Mars)에서 파생되었으며, 지구 상에 존재할 수 없는 패킷인 것 같음을 의미한다. 마션 패킷은 행성간 인터넷과는 관련이 없다.

## IPv4 및 IPv6
IPv4와 IPv6 둘 다에서 마션 패킷은 원본 주소나 대상 주소 혹은 둘 다가 예약된 주소 범위 내에 있는 경우이다.

## 전환 메커니즘

### 6to4
6to4는 모든 IPv4 /32 주소를 IPv6 /48 접두사로 인코딩하는 IPv6 전환 기술이다. 6to4 릴레이에서는 터널의 반대쪽 주소를 찾을 때 인코딩된 값을 사용하므로, IPv4 마션 패킷에 해당하는 6to4 주소는 IPv6에서도 마션 패킷이다. 해당 패킷은 라우팅될 수 없으며 공공 인터넷으로 전송되면 안 된다.

### 테레도 터널링
테레도 터널링은 IPv4 원본 주소를 IPv6 주소에 인코딩하는 또 다른 IPv6 전환 기술이다. 테레도 인코딩 형식은 테레도 서버 주소와 터널 정보를 IPv4 주소 앞에 인코딩한다. 따라서 테레도 패킷용으로 예약된 2001:0::/32 주소 공간 내에서 접두사만을 사용하여 마션 패킷을 구분하는 것은 불가능하다. 그러나 테레도 서버의 IPv4 주소를 예약된 주소로 설정하여 테레도 패킷을 스푸핑하는 것은 가능하다.

## 같이 보기
- 보곤 필터링(영어판)
- 크리스마스 트리 패킷(영어판)
- 브로드캐스트 스톰